# Castillo de La Puebla de Alfindén
El castillo de La Puebla de Alfindén fue una fortificación situada en el municipio zaragozano de La Puebla de Alfindén. En la actualidad está protegido como zona arqueológica.

## Historia
Se trataba de un castillo de origen musulmán, que durante la época de la taifa de Zaragoza debió formar parte del sistema defensivo de Saracusta por el este como el castillo de Alfajarín y la torre o castillo de Villafranca de Ebro, que se encuentran muy cercanos. Posiblemente fueron modificados posteriormente por los cristianos tras ser reconquistados estos territorios en 1118 por Alfonso I el Batallador.

## Descripción
Situado en un promontorio rocoso, tan sólo queda en pie un muro del castillo, construido en tapial con relleno de piedra y que se confunde con el monte.

## Catalogación
El castillo de La Puebla de Alfindén está incluido dentro de la relación de castillos considerados Bienes de Interés Cultural, en el apartado de zona arqueológica, en virtud de lo dispuesto en la disposición adicional segunda de la Ley 3/1999, de 10 de marzo, del Patrimonio Cultural Aragonés. Este listado fue publicado en el Boletín Oficial de Aragón del 22 de mayo de 2006.